# Vz. 24步槍
Vz. 24步槍(Vz. 24 Rifle)是1924年至1942年在捷克斯洛伐克生產的卡賓槍 。它以德國毛瑟Gewehr 98為基礎研發，因此槍機設計相似。 這挺步槍是第一次世界大戰後在捷克斯洛伐克所研發，用以取代Vz. 98/22作為捷克軍隊制式武器。
在1920年代末和1930年代，捷克斯洛伐克向全球出口了數十萬挺Vz.24步槍，其變體可使用7.92×57毫米毛瑟彈、7×57毫米毛瑟彈、7.65×53毫米毛瑟彈（又稱阿根廷彈）。 來自南美國家的訂單大部分是7釐米或7.65釐米口徑。 在西班牙內戰期間，大約有4萬挺步槍被西班牙共和軍使用。 中華民國陸軍購買了約20萬挺Vz.24，在中日戰爭和第二次世界大戰中大量使用。 伊朗在1920年代末和1930年代購買來作為部隊的常規武器，並在1940年代末研發出了自己的複製版本。

## 流行文化

### 電子遊戲
- 2021年—《應徵入伍》：作為軸心國科技樹BR II武器可研發。

## 外部連結
•Vz.24及其變體、相關槍械